# Giorgos Lanthimos
 Giorgos Lanthimos (Grieks: Γιώργος Λάνθιμος, ook geschreven als Yorgos Lanthimos) (Athene, 27 mei 1973) is een Grieks film- en toneelregisseur, scenarioschrijver en filmproducent.

## Biografie
Giorgos Lanthimos werd geboren in 1973 in Athene en studeerde film- en televisieregie aan de Stavrakos filmschool in Athene. In de jaren 1990 regisseerde hij een reeks video’s voor Griekse danstheatergezelschappen. Vanaf 1995 regisseerde Lanthimos een groot aantal reclamespots voor televisie, muziekvideo's, korte films en experimentele theaterstukken. Hij was lid van het creatief team voor de organisatie van de openings- en slotceremonie van de Olympische Zomerspelen 2004 in Athene.
Lanthimos regisseerde zijn eerste langspeelfilm O kalyteros mou filos in 2001, samen met zijn mentor Lakis Lazopoulos, gevolgd door de experimentele film Kinetta die in première ging op het Internationaal filmfestival van Toronto in 2005. Zijn derde langspeelfilm Kynodontas (Dogtooth) behaalde de Prix Un certain regard op het filmfestival van Cannes 2009 en werd in 2011 genomineerd voor de Oscar voor beste niet-Engelstalige film. Zijn langspeelfilm The Lobster werd in 2015 geselecteerd voor de competitie van het filmfestival van Cannes.

## Filmografie
- 2001: O kalyteros mou filos (My Best Friend)
- 2005:  Kinetta
- 2009: Kynodontas (Dogtooth)
- 2011: Alpeis
- 2015: The Lobster
- 2017: The Killing of a Sacred Deer
- 2018: The Favourite
- 2019: Nimic (korte film)
- 2022: Bleat (korte film)
- 2023: Poor Things
- 2024: Kinds of Kindness

## Prijzen & nominaties
De belangrijkste:
| Jaar | Prijs                       | Categorie                                   | Genomineerde(n) | Uitslag       |
| ---- | --------------------------- | ------------------------------------------- | --------------- | ------------- |
| 2024 | Academy Awards (Oscars)     | Beste film                                  | Poor Things     | In afwachting |
| 2024 | Academy Awards (Oscars)     | Beste regisseur                             | Poor Things     | In afwachting |
| 2024 | British Academy Film Awards | Beste film                                  | Poor Things     | In afwachting |
| 2024 | British Academy Film Awards | Uitzonderlijke Britse film                  | Poor Things     | In afwachting |
| 2024 | Golden Globes               | Beste film – musical of komedie             | Poor Things     | Gewonnen      |
| 2024 | Golden Globes               | Beste regisseur                             | Poor Things     | Genomineerd   |
| 2024 | Critics Choice Awards       | Beste film                                  | Poor Things     | Genomineerd   |
| 2024 | Critics Choice Awards       | Beste regisseur                             | Poor Things     | Genomineerd   |
| 2024 | Critics Choice Awards       | Beste komedie                               | Poor Things     | Genomineerd   |
| 2023 | Filmfestival van Venetië    | Gouden Leeuw                                | Poor Things     | Gewonnen      |
| 2023 | Filmfestival van Venetië    | UNIMED Award voor beste film                | Poor Things     | Gewonnen      |
| 2011 | Filmfestival van Venetië    | Premio Osella per la migliore sceneggiatura | Alpeis          | Gewonnen      |
| 2011 | Oscar                       | Beste niet-Engelstalige film                | Kynodontas      | Genomineerd   |
| 2009 | Filmfestival van Cannes     | Prix Un certain regard                      | Kynodontas      | Gewonnen      |
| 2009 | Filmfestival van Cannes     | Prix de l'espoir                            | Kynodontas      | Gewonnen      |